# NGC 3032
NGC 3032 je galaksija u zviježđu Lavu.

## Vanjske poveznice
- SEDS: NGC 3032